# Neurone pseudo-unipolaire

1: Neurone pseudo-unipolaire 2: Neurone bipolaire

Un neurone pseudo-unipolaire (pseudo - faux, uni - un) est une sorte de neurone sensoriel du système nerveux périphérique. Ce neurone contient un axone divisé en deux branches; une branche se dirige vers la périphérie et l'autre vers la moelle épinière. 

## Axones centraux et périphériques d'un neurone pseudo-unipolaire
Par définition, un neurone pseudo-unipolaire a un axone avec deux branches : centrale et périphérique. Ces branches axonales ne doivent pas être confondues avec les dendrites. Ces neurones sensoriels sont une exception au neurone typique, par le fait qu'ils ne possèdent pas les dendrites séparées et un processus axonal, mais plutôt un procédé ramifié qui sert et remplace les deux fonctions. L'axone a une branche périphérique (du corps de la cellule vers la périphérie: la peau, les articulations et les muscles) et une branche centrale (du corps de la cellule vers la moelle épinière).

## Anatomie

### Neurones pseudo-unipolaires des ganglions spinaux
Le péricaryon (le corps cellulaire) de chaque neurone pseudo-unipolaire est situé dans un ganglion spinal. L'axone quitte alors le corps de la cellule (et hors du ganglion spinal) pour aller dans la racine dorsale, où il se divise en deux branches. La branche centrale ira à la corne dorsale de la moelle épinière, où elle forme des synapses avec d'autres neurones. La branche périphérique se déplace à travers l'extrémité de la racine dorsale dans le nerf spinal jusqu'à ce qu'elle rejoigne la peau, les articulations et les muscles.

### Neurones pseudo-unipolaires des ganglions sensitifs des nerfs crâniens
Les neurones pseudo-unipolaires sont également présents dans les ganglions sensoriels des nerfs crâniens V, VII, IX et X, qui sont tous des nerfs crâniens mixtes. Le nerf vestibulocochléaire est du type neurone bipolaire dans le ganglion spiral, ainsi que dans le ganglion de Scarpa.